# Префектура Кагава
Кагава (Јапански:香川県; Kagawa-ken) је префектура у Јапану која се налази на острву Шикоку. Главни град је Такамацу.